# Parham (musiker)
Parham Pazooki, med artistnamnet Parham, född 12 januari 1985 i Teheran, Iran, är en iran-svensk musiker och musikartist.
Parham Pazooki kom till Sverige som 2-åring och har sedan dess varit bosatt i Göteborg. Hans debutalbum Pojk släpptes i maj 2014 genom Swingkids och fick betyget (5/5) i Göteborgsposten samt vann priset för Årets Hiphop under Manifestgalan 2015. Under Kingsizegalan 2015 vann Parham pris i kategorin "Årets Genombrott", samma år vann han också Nöjesguidens Göteborgspris i kategorin "Musik". Han medverkar i projektet Fatta-man med låten "Det börjar med mig" i arbetet mot sexuellt våld mot kvinnor. 2016 släppte han sitt andra studioalbum Hemma Här och även det hyllades av kritiker.

## Diskografi

### Studioalbum
- 2023 - Lev länge
- 2019 - Vårt Paradis
- 2018 - Torsken
- 2016 - Hemma här
- 2014 - Pojk

### Singlar
- 2021 - "Down"

- 2018 - "Alla här"
- 2018 - "Tranquilo" (med Mwuana)
- 2017 - "Facetime"
- 2017 - "Space"
- 2017 - "Allting med dig"
- 2016 - "Sådan far, sådan son"
- 2016 - "Gården"
- 2014 - "Snäll kille"
- 2014 - "Dela på hälften"
- 2014 - "Lova mig själv"
- 2014 - "I skuggan av hjältar"

### Som medverkande artist
- 2018 - Rebecca & Fiona - Different (singel)
- 2015 - Maskinen - Stora fötter stora skor (EP)
- 2014 - Aliammo - Ångest & Frustration (EP)
- 2013 - Vic Vem - Villkorslös (album)
- 2012 - Gubb - Psalm 23 (album)